# Mafuta
Le Mafuta, appelé jusqu'en 2013 Peace in Africa, est un navire minier appartenant à la multinationale diamantaire De Beers. Lancé en 1983, ce bateau fut d'abord un navire transporteur de colis lourds pour le compte de Dockwise, converti en câblier, puis en navire minier en 2006. Son nom Peace in Africa s'expliquait par le fait que la De Beers le présente comme une alternative aux diamants de conflits. Le navire extrait des diamants par dragage des fonds marins.